# كلية العلوم البيطرية (سيدني)
كلية العلوم البيطرية (بالإنجليزية: Faculty of Veterinary Science)‏ هي مدرسة للطب البيطري بجامعة سيدني الأسترالية.

## أشهر الخريجين
- مايكل أرشينال: صاحب واحدة من أكبر المستشفيات البيطرية المختلطة في أستراليا ومقدم برامج تلفزيونية.
- هاري كوبر: طبيب بيطري وشخصية تلفزيونية.
- هيج غوردون: عالم بيطري أسترالي ورائد وأخصائي في علم الطفيليات.